# 金岡公園
金岡公園（かなおかこうえん）は、大阪府堺市北区長曽根町にある、堺市が管理運営する総合運動公園である。堺市の広域避難地に指定されている。

## 概要
公園を含む周辺一帯は、1932年（昭和7年）から大日本帝国陸軍の衛戍地となっていたところで、第4師団隷下の騎兵連隊と輜重兵連隊、衛戍病院などが置かれていた。1945年（昭和20年）の敗戦以降は占領軍に接収され、1957年（昭和32年）に接収が解除されると、堺市は帝国陸軍時代に馬場だった東部に運動公園の整備を計画し、1959年（昭和34年）に開園した。1986年（昭和61年）には「昭和天皇陛下御在位60年記念健康運動公園」の指定を受け再整備されている。従来の運動公園が競技者中心の団体志向・ルール遵守型であるのに対し、個人が自由に自らの健康のために運動が行えるように運動処方まで考慮した施設整備を行っている。

## 公園内にある施設

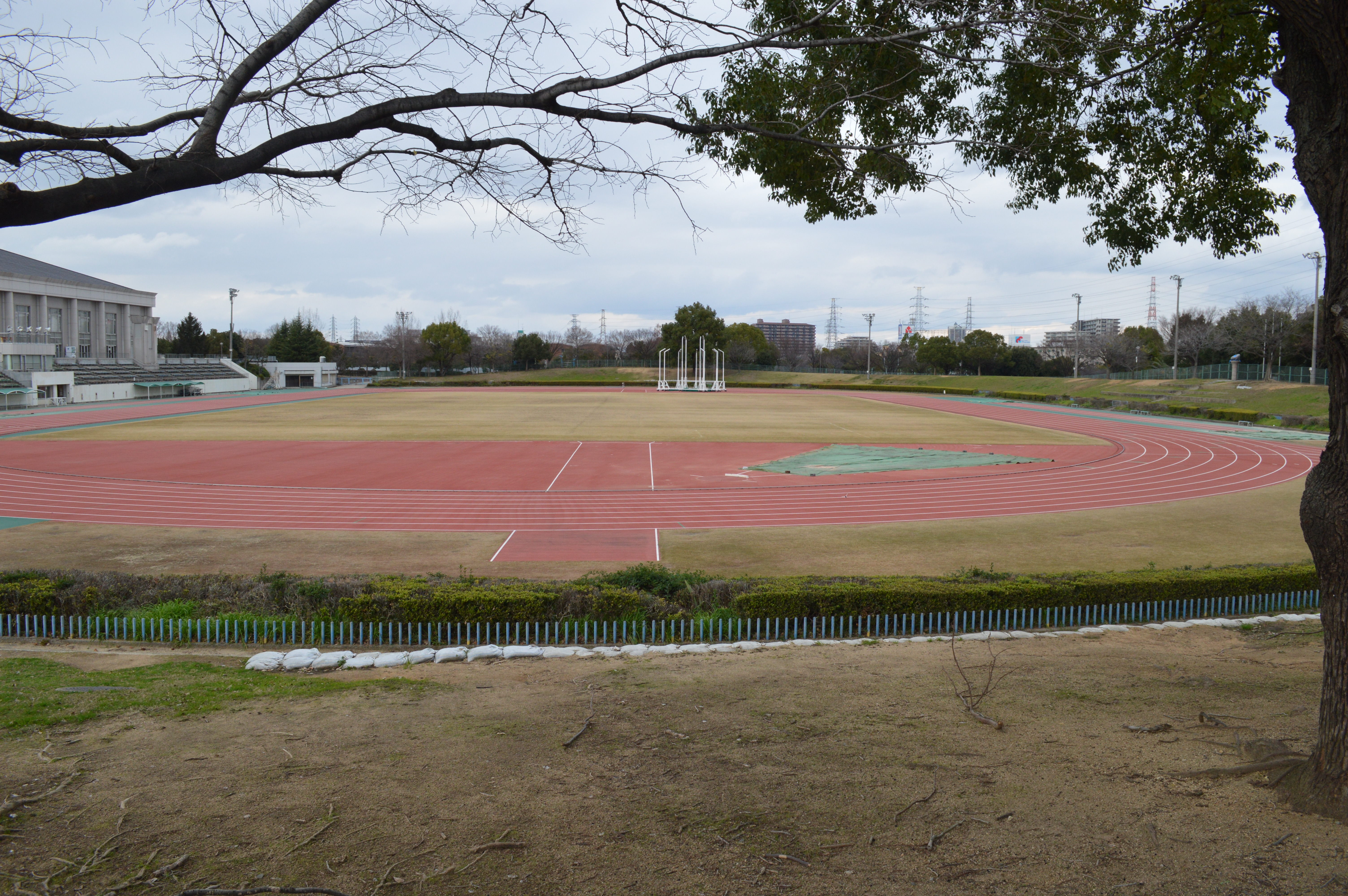
陸上競技場
- 野球場
- テニスコート
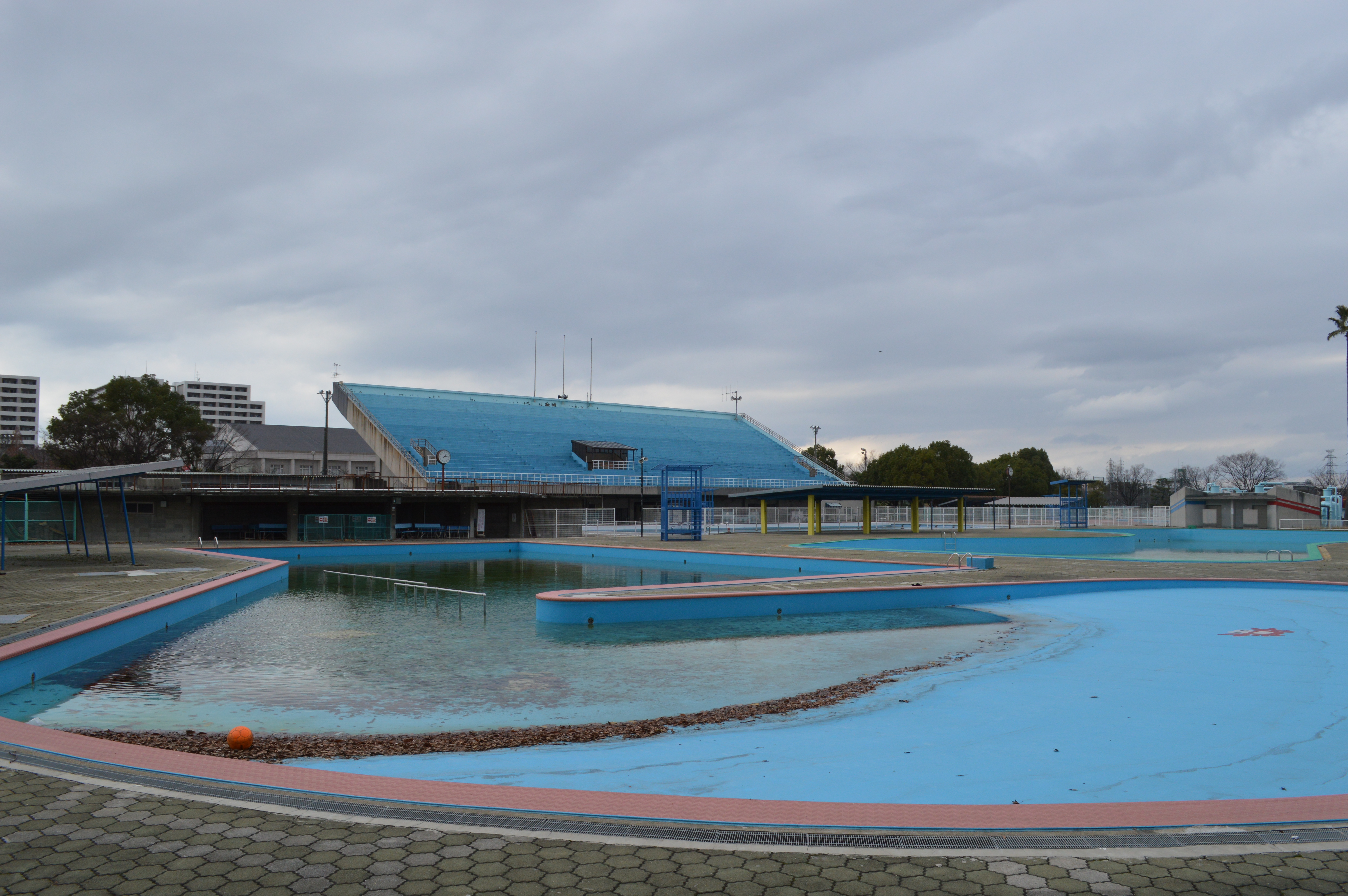
金岡公園プール
- ジョギングコース
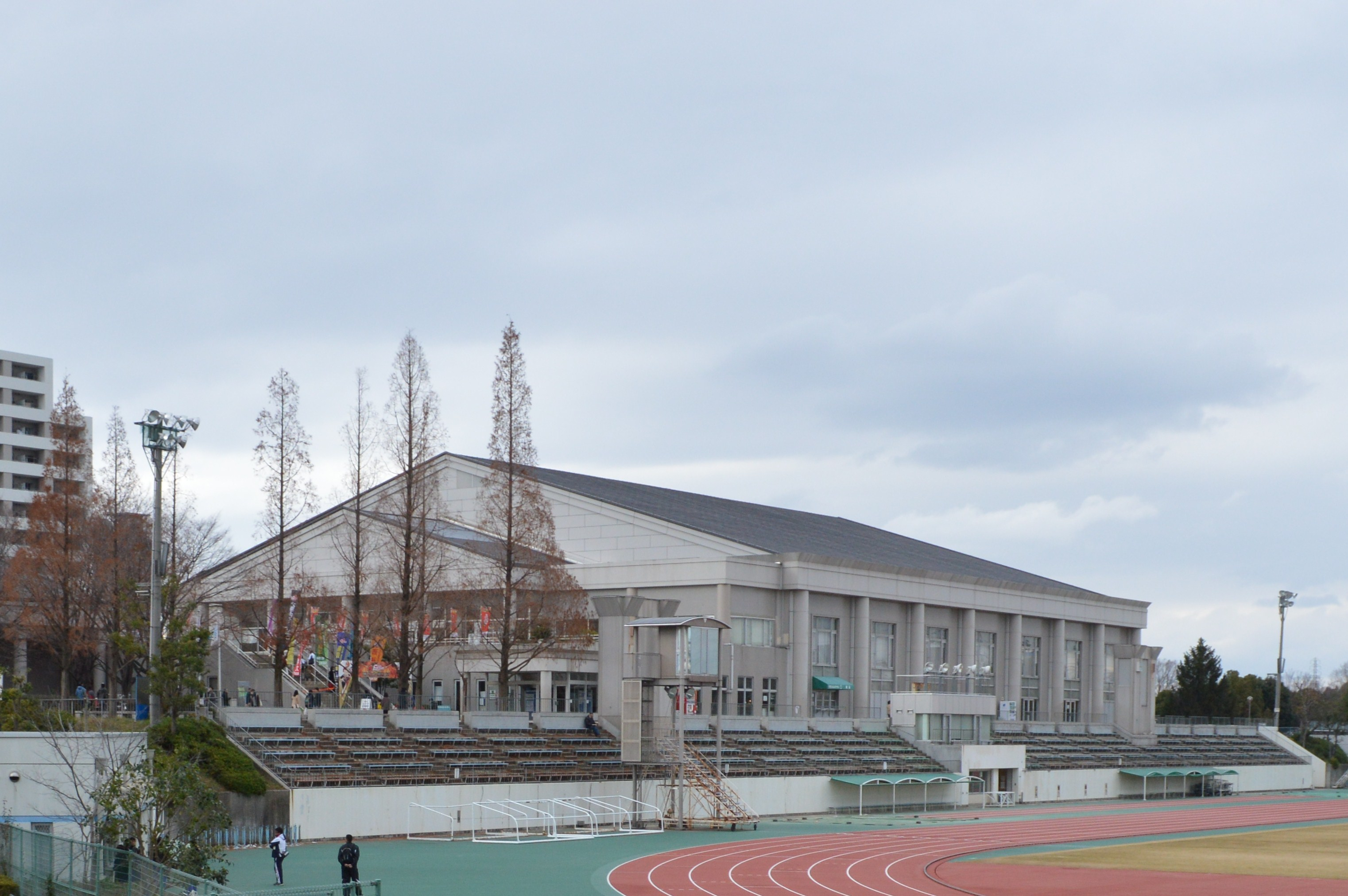
堺市金岡公園体育館
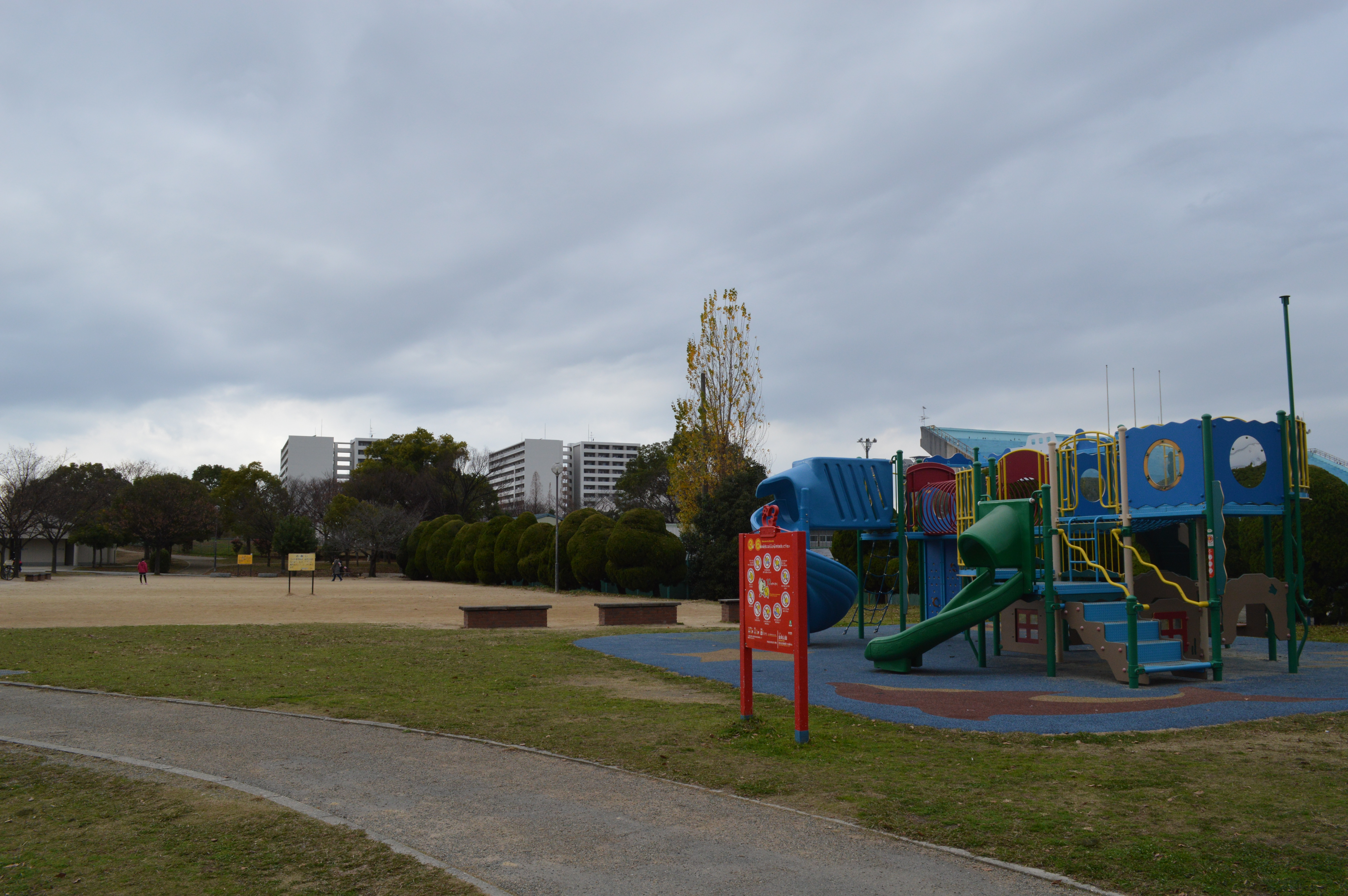
遊具

- 陸上競技場
- 金岡公園プール
- 金岡公園体育館
- 遊具

## 交通
- Osaka Metro御堂筋線 新金岡駅より徒歩10分。
- 南海バス 金岡公園前バス停
  - 南海高野線・JR阪和線 三国ヶ丘駅前（北）から35系統 阪和堺市駅前行き、特35系統 地下鉄新金岡駅前行きで約5分
  - 南海高野線 堺東駅前8番乗り場から15系統 白鷺駅前行きで約15分
  - 南海高野線 白鷺駅前（北）から15系統 堺東駅前行きで約15分
  - 南海本線 堺駅南口2番乗り場から35系統 阪和堺市駅前行き、特35系統 地下鉄新金岡駅前行き、15系統 白鷺駅前行きで約20分
- 南海バス 公園北口バス停
  - JR阪和線 堺市駅前1番乗り場から35系統 堺駅南口行き、30左系統 地下鉄北花田駅前行き、2番乗り場から23系統・25系統 河内松原駅前行き、28系統南花田町行きで約5分
  - 近鉄南大阪線 河内松原駅前、高見ノ里駅前、布忍駅筋から23系統 堺駅前行きで約10～15分
  - 南海高野線 堺東駅前15番乗り場から23系統・25系統 河内松原駅前行き、28系統南花田町行きで約20分
  - 南海本線 堺駅前（東）1番乗り場から23系統 河内松原駅前行きで約30分